# 希氏深鱂
希氏深鱂，為輻鰭魚綱鯉齒目鯉齒亞目深鱂科的其中一種，為熱帶淡水魚，被IUCN列為瀕危保育類動物，分布於中美洲墨西哥桑河流域，體長可達8公分，棲息在底中層水域，生活習性不明，可做為觀賞魚。